# Neoxyphinus xyphinoides
Espèce
Synonymes
- Dysderina xyphinoides Chamberlin & Ivie, 1942

Neoxyphinus xyphinoides est une espèce d'araignées aranéomorphes de la famille des Oonopidae.

## Distribution
Cette espèce est endémique du Guyana. Elle se rencontre à Kartabo.

## Description
Le mâle décrit par Abrahim, Brescovit, Rheims, Santos, Ott et Bonaldo en 2012 mesure 2,05 mm.

## Publication originale
- Chamberlin & Ivie, 1942 : A hundred new species of American spiders. Bulletin of the University of Utah, vol. 32, no 13, p. 1-117 (texte intégral).